# 기업형 슈퍼마켓
기업형 슈퍼마켓은 대한민국의 유통 용어로, 대규모 유통 기업에서 체인 형식으로 운영하는 슈퍼마켓이다. 대형 슈퍼마켓, 슈퍼 슈퍼마켓이라고 부르며, Super Supermarket의 약자로 SSM이라고도 한다, 영어로, Super Market이라고도 함.

## 대한민국

### 개요와 역사
대한민국에서 대규모 유통 기업이 운영하는 체인 형식의 슈퍼마켓은 1970년대부터 본격적으로 등장하기 시작했다. 
농심그룹-(농심가, 현 메가마트), 미도파, 뉴코아-(현 킴스클럽마트), 해태그룹-(해태유통, 뉴코아에 인수됨), 럭키그룹-(현 GS그룹 GS리테일) 등의 슈퍼 체인이 곳곳에 개설되어 새로운 형태의 소매점포로 각광을 받았다. 
그러나 이들은 1990년대부터 등장하기 시작한 하이퍼마켓-(대형할인점, 대형마트)의 공세 및 IMF 구제금융 요청 사태 등으로 모기업이 어려움에 처하는 등의 이유로 거의 몰락하였다.
그 후 2000년대 중반 이후 대형마트 시장이 포화 상태에 이르러 대형마트 부지 확보및 출점이 점차 어렵게 되자 이를 극복하는 취지에 따라 홈플러스를 운영하는 삼성테스코가 홈플러스 익스프레스라는 이름으로 대형슈퍼마켓 시장에 뛰어 들어, 현재는 홈플러스, 이마트를 운영하는 신세계, 롯데마트를 운영하는 롯데쇼핑 등 3대 대형 마트업체들이 전부 대형 슈퍼마켓 시장에 진출하였다.
신세계는 이마트 에브리데이, 롯데쇼핑은 롯데슈퍼라는 이름으로 기업형 슈퍼마켓을 운영하고 있다.
현재 대한민국 내에서 기업형 슈퍼마켓을 정의내릴 때 그 규모는 일정하지 않고, 이에 대한 명확한 규정도 없으나 대개 1500m2~2500m2(500평~800평) 규모로 대형할인점과 기존의 소규모 슈퍼마켓의 중간 크기이다. 대형마트와 동네 슈퍼마켓의 중간 크기의 식료품 중심 유통 매장으로, 할인점이 수요를 흡수하지 못하는 소규모 틈새시장을 공략 대상으로 삼는다.
할인점에 비해 부지 소요 면적이 작고 출점 비용이 적게 들며 소규모 상권에도 입지가 가능해 차세대 유통업태로 각광받고 있다. 
그러나 기존의 소형 슈퍼마켓의 영역에 침투하여 소상인들의 생계에 위협을 준다고 하여 큰 논란의 대상이 되고 있다.

### 현재와 영향
2010년~2011년 대한민국 국회는 유통산업발전법을 중소상인을 보호하도록 강화하였지만 이 법은 대기업 지분이 51%를 넘는 기업형 슈퍼마켓만 규제대상으로 하기 때문에 이러한 허점을 이용하여 지분을 51% 이하로 갖는 형태로 개장을 진행하여 2012년 기준으로 대한민국의 기업형 슈퍼마켓의 수가 천 개를 넘어섰는데, 이는 2007년 이후 5배 이상 증가한 수이다. 이에 따라 동네 슈퍼마켓의 하루 매출은 34%나 줄었다. 기업형 슈퍼마켓은 현재 재래시장 반경 1km 이내의 신규 출점만을 금지하는 유통산업발전법의 허점을 이용하여, 반경 1km 바깥 지역에 개점하는 방식으로 유통망을 넓히고 있다.

### 비판
- 중소상인들은 기업형 슈퍼마켓의 무분별한 진출으로 경영에 어려움이 생긴다고 호소하고 있다.[3][4]
- 이마트의 피자와 롯데마트의 치킨의 저가 판매는 "골목상권" 침해라고 비판한다.[5] 이 두 가지의 상품은 SSM의 손님을 이끄는 일종의 사업 방향이라는 견해가 있다.[6]

## 다른 나라의 기업형 슈퍼마켓
다른 나라에서도 대형할인점의 시장 포화에 따른 틈새시장을 공략하기 위해 대형할인점 업체들이 기업형 슈퍼마켓에 진출하였다. 미국 [월마트]
의 네이버후드 마켓(영어: Neighborhood Market)은 1998년부터 시작되었으며, 평균 매장면적 3,000m2 가량으로 월마트의 대형 점포에 비해 매장 규모가 훨씬 작은 지역 밀착형 슈퍼마켓이다. 영국- 테스코의 테스코메트로, 프랑스- 그리고 베트남에는 가정용 슈퍼마켓이 있습니다. 까르푸의 까르푸익스프레스 등도 유사한 개념의 슈퍼마켓 체인이다.
한편 독일, 프랑스, 영국 등의 주요 EU회원국들은 지역 상인들의 보호를 위해 기업형 슈퍼마켓의 진입을 허가제로 규제한다고 한다.

## 같이 보기
- 슈퍼마켓
- 할인점
- 백화점